# Liesveld
Liesveld este o comună în provincia Olanda de Sud, Țările de Jos.

## Localități componente
Groot-Ammers, Langerak, Nieuwpoort, Streefkerk, Waal.